# Gruffydd ap Gwenwynwyn
Gruffydd ap Gwenwynwyn (... – 1286) è stato un principe gallese che governò quella parte del Regno di Powys nota come Powys Wenwynwyn e che si schierò dalla parte di Edoardo I d'Inghilterra nella sua conquista del Galles fra il 1277 e il 1283.

## La vita
Gruffydd ap Gwenwynwyn nacque in data imprecisata da Gwenwynwyn ap Owain e Margaret Corbet, membro della potente famiglia di origine normanna dei Corbet. Gruffydd era ancora bambino quando il padre venne espropriato delle proprie terre da Llywelyn il Grande e fu costretto all'esilio dove morì nel 1216. Anche Gruffydd crebbe lontano dal nativo Galles passando gli anni della formazione in Inghilterra mantenuto da Enrico III d'Inghilterra.
Nel 1241 Dafydd ap Llywelyn andò a confliggere aspramente con Enrico III poco dopo essere succeduto al padre e quando il re inglese gli confiscò le terre di sua pertinenza le donò a Gruffydd, molte di esse erano state le terre che erano appartenute a suo padre ed egli le accettò accettando anche di rendere omaggio al sovrano inglese. Più o meno in quel periodo egli si sposò con Hawise Lestrange, figlia di John Lestrange di Knockin.
Dal 1255 in poi il nipote di Llywelyn, Llywelyn Ein Llyw Olaf ap Gruffydd, vide crescere progressivamente il suo potere, ma Gruffydd rimase leale alla corona inglese, ancora nel 1257 egli si proclamava fedele a Enrico e solo diversi anni dopo, nel 1263, fu costretto a cedere sotto la minaccia di vedersi privato delle proprie terre e poco dopo anche Enrico capitolò firmando il Trattato di Montgomery.
Nel 1274 Gruffydd, la moglie e il figlio Owain si trovarono tutti implicati in un complotto di assassinio ai danni di Llywelyn ordito da suo fratello Dafydd ap Gruffydd, i due fratelli erano insieme in quel periodo e venne deciso che Owain avrebbe dovuto avvicinarsi con una compagnia armata, ma venne fermato da una tempesta di neve. Lo stesso Llywelyn non seppe nulla fino all'anno seguente quando Owain confessò tutto al vescovo di Bangor aggiungendo che era loro intenzione creare Dafydd principe del Regno di Gwynedd e che a Gruffydd in segno di ricompensa sarebbero toccate delle terre. A quel punto Llywelyn convocò Gruffydd presso Welshpool, ma questi fuggì in Inghilterra stabilendosi presso Shrewsbury e usando la cittadina come base per razziare le terre dell'avversario. Dopo la guerra con gli inglesi del 1277 Llywelyn venne costretto a cedere diverse terre che tornarono nelle mani di Gruffydd, i due poi si trovarono sempre più coinvolti in una disputa concernente alcune terre situate in una contea allora nota come Arwystli. Il primo avrebbe voluto risolvere la cosa secondo le leggi del Galles, mentre il secondo, appoggiato da Edoardo I d'Inghilterra voleva affrontarla secondo le leggi inglesi.
Gruffydd continuò a supportare gli inglesi anche nel 1282 nonostante allora fosse solo un vecchio e pare che il figlio fosse in un qualche modo coinvolto con la morte di Llywelyn avvenuta a Cilmeri nel dicembre di quell'anno.
Entro la fine dell'anno e il principio di quello dopo il principato di Powys-Wenwynwyn venne abolito e la famiglia di Gruffydd ricevette il titolo di Signore delle Marche e cambiò il proprio nome in de la Pole con il significato di di Poole, l'odierna Welshpool, sede tradizionale della famiglia. Grazie alla fedeltà mostrata Edoardo permise loro di costruire il Powis Castle che alla morte di Gruffydd avvenuta attorno al 1286 passò nelle mani del figlio Owain che provvide poi a dividere i possedimenti paterni con i fratelli.

## Matrimonio e figli
Dalla sua unione con Hawise Lestrange nacquero:
- Margaret de la Pole, che sposò uno dei figli di Fulk FitzWarin
- Owen de la Pole (1257circa-1293circa)
- Llywelyn de la Pole
- Gruffudd de la Pole
- Gwilym de la Pole
- Dafydd de la Pole
- Ieuan de la Pole